# 後現代主義電影
后现代主义电影是一種通过电影來表达后现代主义主题和思想的作品。后现代主义电影試圖颠覆主流的叙事结构以及大眾對对社會性別、人種、社会阶级、藝術類型和时间的傳統印象， 打破高雅文化与低俗艺术之间的文化鸿沟。